# Hars Kurio
Hars Kurio (* 8. Februar 1943 in Berlin) ist ein deutscher Islamwissenschaftler und Bibliothekar.

## Leben und Wirken
Nach seiner Reifeprüfung am Gymnasium in Preetz 1962 studierte Hars Kurio an der Christian-Albrechts-Universität zu Kiel zunächst Slawistik und Philosophie, erweiterte sein Studium bald um das Fach Orientalistik. 1965/66 verbrachte er einen Studienaufenthalt an der University of California, Los Angeles am dortigen Center for Near Eastern Studies, vor allem für Forschungsarbeiten für seine geplante Dissertation. Im Jahre 1970 promovierte er dann in Kiel bei dem Islamwissenschaftler Wilhelm Hoenerbach. Als Bibliotheksreferendar an der Staatsbibliothek zu Berlin trat er im gleichen Jahr in die Ausbildung für den höheren Bibliotheksdienst ein und legte 1972 am Bibliothekar-Lehrinstitut des Landes Nordrhein-Westfalen die Fachprüfung hierfür ab. Anschließend arbeitete er als wissenschaftlicher Bibliothekar an der Staatsbibliothek zu Berlin, dort wurde er (1988 im Rang eines Bibliotheksdirektors) stellvertretender Leiter der umfangreichen und sehr bedeutenden Orientabteilung und Fachreferent für Islamwissenschaft und andere orientalische Gebiete.
In seinen wissenschaftlichen Arbeiten beschäftigt sich Kurio mit Handschriften und Editionen aus der Islamwissenschaft.

## Schriften
- Geschichte und Geschichtsschreiber der  ⁽Abd al-Wādiden. Algerien im 13.–15. Jahrhundert (= Islamkundliche Untersuchungen, Bd. 20). Schwarz, Freiburg/Br. 1973 (Dissertation Universität Kiel 1970), ISBN 3-87997-020-3.
- (Hrsg.): Ioann I. Sergiev / Mein Leben in Christo. Aus dem Tagebuch. Zwei Bände. EB-Verlag Rissen, Hamburg 1976/1987.
- (Hrsg.): Islamische Buchkunst aus 1000 Jahren. Ausstellung der Staatsbibliothek Preussischer Kulturbesitz, Berlin, vom 25. März bis 24. Mai 1980 in Berlin, vom 9. Oktober bis 23. November 1980 im Wissenschaftszentrum in Bonn (= Ausstellungskatalog / Staatsbibliothek Preußischer Kulturbesitz, Bd. 12). Reichert, Wiesbaden 1980, ISBN 3-88226-087-4.
- Arabische Handschriften aus dem Neubestand – Spiegel islamischer Kultur und Religion. In: Mitteilungen / Staatsbibliothek Preußischer Kulturbesitz, Bd. 13 (1981), S. 46–52.
- Arabische Handschriften der „Bibliotheca orientalis Sprengeriana“ in der Staatsbibliothek Preußischer Kulturbesitz, Berlin. Historische und quantitative Untersuchung an der Sammlung des Islamhistorikers Sprenger <1813–1893>, die Abteilung Geschichte, Geographie und Ḥadī (= Islamkundliche Materialien, Bd. 7). Schwarz, Freiburg/Br. 1981, ISBN 3-87997-080-7.
- (mit Klaus Schwarz): Die Stiftungen des osmanischen Großwesirs  Koǧa Sinān Pascha (gest. 1596) in Uzunǧaova, Bulgarien (= Islamkundliche Untersuchungen, Bd. 80). Schwarz, Berlin 1983, ISBN 3-922968-25-2.
- Berberkönige und Schriftgelehrte. Nordafrikanischer Islam in Tradition und Moderne. EB-Verlag Rissen, Hamburg 1992, ISBN 3-923002-61-0.
- (mit Eva-Maria Freytag): Die Katalogisierung persischer Handschriften – Beginn in Gotha, Vollendung in Iran. In: Hans Stein (Hrsg.): Wilhelm Pertsch. Orientalist und Bibliothekar. Zum 100. Todestag (= Veröffentlichungen der Forschungsbibliothek Gotha, Bd. 39). Gotha 1999, S. 51–58, ISBN 3-910027-15-6.
- (Mitautor): Die Neuzeit. Handschriften und Miniaturen des 16.–18. Jahrhunderts. In: Ingrid Pfluger-Schindlbeck (Hrsg.): Aserbaidschan – Land des Feuers. Reimer, Berlin 2008, S. 205–216, ISBN 978-3-496-02820-8.
- (Hrsg., mit Ingeborg Huhn): Die ersten 11 Suren des Koran. Übersetzt von Johann Gottfried Wetzstein, erster preußischer Konsul in Damaskus 1849–1861 (= Islamkundliche Untersuchungen, Bd. 324). Schwarz, Berlin 2015, ISBN 978-3-87997-446-7.